# HTR3B
HTR3B (англ. 5-hydroxytryptamine receptor 3B) – білок, який кодується однойменним геном, розташованим у людей на короткому плечі 11-ї хромосоми. Довжина поліпептидного ланцюга білка становить 441 амінокислот, а молекулярна маса — 50 292.
| 10         |  | 20         |  | 30         |  | 40         |  | 50         |
| ---------- |  | ---------- |  | ---------- |  | ---------- |  | ---------- |
| MLSSVMAPLW |  | ACILVAAGIL |  | ATDTHHPQDS |  | ALYHLSKQLL |  | QKYHKEVRPV |
| YNWTKATTVY |  | LDLFVHAILD |  | VDAENQILKT |  | SVWYQEVWND |  | EFLSWNSSMF |
| DEIREISLPL |  | SAIWAPDIII |  | NEFVDIERYP |  | DLPYVYVNSS |  | GTIENYKPIQ |
| VVSACSLETY |  | AFPFDVQNCS |  | LTFKSILHTV |  | EDVDLAFLRS |  | PEDIQHDKKA |
| FLNDSEWELL |  | SVSSTYSILQ |  | SSAGGFAQIQ |  | FNVVMRRHPL |  | VYVVSLLIPS |
| IFLMLVDLGS |  | FYLPPNCRAR |  | IVFKTSVLVG |  | YTVFRVNMSN |  | QVPRSVGSTP |
| LIGHFFTICM |  | AFLVLSLAKS |  | IVLVKFLHDE |  | QRGGQEQPFL |  | CLRGDTDADR |
| PRVEPRAQRA |  | VVTESSLYGE |  | HLAQPGTLKE |  | VWSQLQSISN |  | YLQTQDQTDQ |
| QEAEWLVLLS |  | RFDRLLFQSY |  | LFMLGIYTIT |  | LCSLWALWGG |  | V          |

A: Аланін

C: Цистеїн

D: Аспарагінова кислота

E: Глутамінова кислота

F: Фенілаланін

G: Гліцин

H: Гістидин

I: Ізолейцин

K: Лізин

L: Лейцин

M: Метіонін

N: Аспарагін

P: Пролін

Q: Глутамін

R: Аргінін

S: Серин

T: Треонін

V: Валін

W: Триптофан

Кодований геном білок за функціями належить до рецепторів, іонних каналів. 
Задіяний у таких біологічних процесах, як транспорт іонів, транспорт, альтернативний сплайсинг. 
Локалізований у клітинній мембрані, мембрані.